# Гребля Кудіат-Лемдуар
Гребля Кудіат-Лемдуар (Koudiat Lemdouar) – гідротехнічна споруда на півночі Алжиру. Також відома як гребля Koudiat Medaouar або Koudiet M’douar.
Греблю спорудили в 1994 – 2005 роках в північно-західній частині гір Оран на уеді Чемора (Chemora), що належить до безстічного басейну міжгірської котловини, в найнижчій частині якої лежить озеро Sebkhet Djenndli. У водосховище впадають уеди Ребоа (Reboa) та Султез (Soultez), що є витоками уеду Чемора. Площа водозбірного басейну вище від греблі становить 590 км2, а призначенням споруди є водопостачання та іригація. 
В межах проекту долину уеду перекрили земляною греблею із глиняним ядром висотою 48 метрів та довжиною 2,27 км, що потребувала 2,8 млн м3 матеріалу. Гребінь греблі знаходиться на рівні 997 метрів НРМ. Праворуч від споруди розташований водоскид з порогом на рівні 992,5 метра НРМ, розрахований на перепуск до 2256 м3/с. Крім того, існує нижній водоскид, що включає бетонний тунель довжиною 222 метра.
Гребля утворила водосховище, що при рівні поверхні на позначці 992,5 метра НРМ має площу 6,7 км2 та об’єм 69 млн м3, з яких 56 млн м3 відноситься до корисного об’єму. 
Сховище греблі Кудіат-Лемдуар має поповнюватись не лише за рахунок природного стока, але й шляхом перекидання до 15 млн м3 води на рік із розташованого північніше у більш вологому районі сховища греблі Бені-Харун. При цьому вода:
-  спершу надходить до сховища греблі Уед-Отманія;
- потім перекидається по водоводу завдовжки 59 км з двома нитками діаметрами 2,2 метра та 2,4 метра через насосну станцію Уед-Сегуін (Oued Seguin) потужністю 20 МВт та проміжний резервуар Ум-ель-Буагі (Oum El Bouaghi) ємністю 0,26 млн м3 до насосної станції Айн-Керча потужністю 48 МВт (також обслуговує поставки до сховища греблі Уркіс);
- перекидається по водоводу довжиною 33 км з двома нитками діаметром по 2 метра.